# Bestuurslagen per land in Azië
Dit is een overzicht van bestuurslagen per land en apart bestuurd gebied in Azië.
Dit overzicht maakt deel uit van een reeks van zes overzichten per werelddeel. De andere overzichten betreffen Afrika, Australië en Oceanië, Europa, Noord- en Midden-Amerika en Zuid-Amerika. Antarctica is ondanks de territoriale claims niet bestuurlijk ingedeeld en heeft geen bestuurslagen.

## Uitleg

Azië

In dit overzicht zijn opgenomen bestuurslagen van de feitelijk onafhankelijke staten in Azië (in ruime zin, dus inclusief Rusland, de Kaukasus, Turkije en Cyprus), dat wil zeggen de internationaal erkende onafhankelijke staten (leden van de Verenigde Naties plus Palestina als waarnemer bij de VN) en de landen die door geen of een beperkt aantal leden van de Verenigde Naties worden erkend (Abchazië, Artsach, Noord-Cyprus, Taiwan en Zuid-Ossetië).
Naast deze landen zijn ook een aantal afhankelijke gebieden en andere gebieden die geen integraal onderdeel zijn van een land, opgenomen.
Het overzicht bevat ook verwijzingen naar twee andere soorten gebieden. Het gaat daarbij om overzeese gebieden die volledig deel uitmaken van het moederland en om gebieden die officieel geen afhankelijke gebieden zijn, maar vanwege hun bijzondere status toch vaak als zodanig beschouwd worden. Verwijzingen naar een andere entiteit in een van de overzichten worden voorafgegaan door een pijltje (→).

Per gebied wordt in een kleurenoverzicht iedere bestuurslaag vermeld. Onder een bestuurslaag wordt naast de centrale overheid van het gebied verstaan een territoriaal onderdeel van een land waar regels vastgesteld en/of beslissingen worden genomen over bepaalde gebieden en/of hun bewoners. Dat betekent dat de organen van een bestuurslaag hetzij regelgevende hetzij uitvoerende bevoegdheden hebben en vaak beschikken over eigen begrotingen. Bestuurlijke indelingen die louter administratief zijn of van statistische aard zijn daarom niet opgenomen. Evenmin zijn vrijwillige samenwerkingsverbanden van bestuurslagen opgenomen.

Indien een bestuurslaag louter gedeconcentreerde bevoegdheden wordt deze wel vermeld en daarbij cursief weergegeven, in de kleur van de bovenliggende bestuurslaag. 

Indien een deel van een land niet onder controle is van de centrale overheid wordt dat vermeld in een noot bij de landsnaam. Namen van federale eenheden en autonome deelstaten worden bij de bestuurslaag vermeld. Indien een land afhankelijke gebieden heeft (in welke vorm dan ook), worden deze ook bij het land vermeld, voor zover van toepassing met verwijzingen.

Van iedere bestuurslaag worden in de noten bij het overzicht indien beschikbaar het (staats)hoofd, de regeringsleider en de volksvertegenwoordiging en hun equivalenten vermeld. De bronnen van het overzicht worden vermeld direct na de noten in het overzicht.

De aanduidingen van de bestuurslagen en organen worden in het Nederlands en indien en voor zover beschikbaar in de nationale ambtstalen vermeld. Voor de Nederlandse aanduiding wordt in het algemeen een letterlijke vertaling gebruikt. Termen als county, borough en township worden niet in het Nederlands vertaald.

In de kleurenschema's worden de volgende kleuren gebruikt:
| bestuurslaag op federaal of centraal niveau                                                          |
| bestuurslaag op deelstaatsniveau, inclusief autonome deelstaten                                      |
| bestuurslaag op regioniveau                                                                          |
| bestuurslaag op subregioniveau                                                                       |
| bestuurslaag op subsubregioniveau of interlokaal niveau                                              |
| bestuurslaag op lokaal niveau                                                                        |
| bestuurslaag op sublokaal niveau                                                                     |
| bestuurslaag op niveau van afhankelijk gebied                                                        |
| bestuurslaag met uitsluitend gedeconcentreerde rol hebben de kleur van de laag waar zij toe behoort. |

## Landen en gebieden

### Abchazië
De Republiek Abchazië (Abchazisch: Аҧсны Аҳәынҭқарра, Apsny Ahwyntkarra; Russisch: Республика Абхазия, Respublika Abhazija) is een niet-algemeen erkende onafhankelijke republiek, afgescheiden van →Georgië.
| Republiek Abchazië |        | hoofdstad                 |
| Republiek Abchazië | rayons | steden                    |
| Republiek Abchazië | rayons | stedelijke nederzettingen |
| Republiek Abchazië | rayons | dorpen                    |
| Toelichting: 1. 2. 3. 4. 5. 6. 7. |        |                           |
| Bronnen: - (en) Constitution of the Republic of Abkhazia (staatsinrichting, hoofdstuk 6 over rayons, steden en dorpen) - (nl) Bestuurlijke indeling van Abchazië |        |                           |

### Afghanistan
De Islamitische Republiek Afghanistan (Dari (Perzisch): خارجه جمهوری اسلامی افغانستان, Jamhūrī-ye Islāmī-ye Afġānistān; Pasjtoe: د افغانستان اسلامي جمهوریت, De Afġānistān Islāmī Jomhoriyat) is een onafhankelijke en algemeen erkende republiek.
| Islamitische Republiek Afghanistan | provincies | districten | dorpen |
| Islamitische Republiek Afghanistan | provincies | gemeenten  |        |
| Toelichting: 1. 2. 3. 4. 5. 6. |            |            |        |
| Bronnen: - (en) Constitution of Afghanistan (staatsinrichting, artikel 136 over provincies en de artikelen 141 en 142 over districten) - (en) Local Government in Afghanistan: How it works and main challenges, door Shabham Habin (districten, gemeenten en dorpen) |            |            |        |

### Akrotiri en Dhekelia
De Souvereine Bases Akrotiri en Dhekelia (Engels: Sovereign Base Areas of Akrotiri and Dhekelia) is een afhankelijk gebied van het →Verenigd Koninkrijk.
| Souvereine basisgebieden van Akrotiri en Dhekelia | basisgebieden |
| Toelichting: 1. 2. 3. |               |
| Bronnen: - (en) Global Britain and the British Overseas Territories: Resetting the relationship, House of Commons Foreign Affairs Committee 21 februari 2019 - (en) Sovereign Base Areas of Akrotiri and Dhekelia Order in Council 1960 |               |

### Andamanen en Nicobaren
De Andamanen en Nicobaren (Hindi: अंडमान और निकोबार द्वीप, andamaan aur nikobaar dveep) is als unieterritorium (केन्द्र-शासित प्रदेश, kendr-shaasit pradesh) onderdeel van →India. 

### Armenië
De Republiek Armenië (Armeens: Հայաստանի Հանրապետություն, Hajastani Hanrapetut῾jun) is een onafhankelijke en algemeen erkende republiek.
| Republiek Armenië |            | municipaliteit | administratief districten |
| Republiek Armenië | provincies | gemeenschappen | gemeenschappen            |
| Toelichting: 1. 2. 3. 4. 5. 6. |            |                |                           |
| Bronnen: - (en) Constitution of the Republic of Armenia (staatsinrichting, artikel 160 over provincies en artikel 179 over gemeenten) - (en) Report of the World Observatory on Subnational Government Finance and Investment: Armenia, OECD/UCLG, 2019 - (en) Divisons of Powers: Armenia, European Committee of the Regions, 2019 - (en) Administrative districts, yerevan.am - (nl) Bestuurlijke indeling van Armenië |            |                |                           |

### Nagorno-Karabach
Nagorno Karabach (Armeens: Լեռնային Ղարաբաղ, Lernajin Gharabagh) is een niet-erkende onafhankelijke republiek, afgescheiden van → Azerbeidzjan. 
| Nagorno-Karabach |            | stad   |
| Nagorno-Karabach | provincies | steden |
| Nagorno-Karabach | provincies | dorpen |
| Toelichting: 1. 2. 3. 4. 5. 6. |            |        |
| Bronnen: - (en) Constitution of the Republic of Artsakh (staatsinrichting, artikel 148 over gemeenten) - (en) De Facto and De Jure Population by Administrative Territorial Distribution and Sex (provincies) - (nl) Bestuurlijke indeling van Artsach |            |        |

### Azerbeidzjan
De Republiek Azerbeidzjan (Azerbeidzjaans: Azərbaycan Respublikası) is een onafhankelijke en algemeen erkende republiek. De eenzijdige afscheiding van →Artsach is niet algemeen erkend.
| Republiek Azerbeidzjan | centraal Azerbeidzjan           |                | steden Bakoe | (stedelijk) rayon |
| Republiek Azerbeidzjan | centraal Azerbeidzjan           | overige steden |              |                   |
| Republiek Azerbeidzjan | centraal Azerbeidzjan           | rayons         | gemeenten    | gemeenten         |
| Republiek Azerbeidzjan | autonome republiek Nachitsjevan |                | stad         | stad              |
| Republiek Azerbeidzjan | autonome republiek Nachitsjevan | rayons         | gemeenten    | gemeenten         |
| Toelichting: 1. 2. 3. 4. 5. 6. 7. 8. |                                 |                |              |                   |
| Bronnen: - (en) Constitution of the Republic of Azerbaijan (staatsinrichting, hoofdstuk VIII over Nachitsjevan, hoofdstuk IV over gemeenten) - (en) Report of the World Observatory on Subnational Government Finance and Investment: Azerbaijan, OECD/UCLG, 2019 - (en) Divisons of Powers: Azerbaijan, European Committee of the Regions, 2019 - (en) Participatory Local Democracy: Azerbaijan, The Hunger Project, 2019 - (en) Meriban Mamedova e.a.: Local Government in Azerbaijan, consitutionnet.org - (nl) Bestuurlijke indeling van Azerbeidzjan |                                 |                |              |                   |

### Bahrein
Het Koninkrijk Bahrein (Arabisch: مملكة البحرين, Mamlakat al-Baḥrayn) is een onafhankelijke en algemeen erkende monarchie.
| Koninkrijk Bahrein | gouvernementen |
| Toelichting: 1. 2. 3. |                |
| Bronnen: - (en) Constitution of the Kingdom of Bahrain (staatsinrichting) - (en) About Bahrain, Kingdom of Bahrain (gouvernementen) - (en) Bahrain Governorates, TheBahrain.com |                |

### Bangladesh
De Volksrepubliek Bangladesh (Bengaals: গণপ্রজাতন্ত্রী বাংলাদেশ, Gaṇaprajātantrī Bāṃlādeś) is een onafhankelijke en algemeen erkende republiek.
| Volksrepubliek Bangladesh | divisie | districten |             | steden     |
| Volksrepubliek Bangladesh | divisie | districten | subdistrict | gemeente   |
| Volksrepubliek Bangladesh | divisie | districten | subdistrict | dorpenunie |
| Toelichting: 1. 2. 3. 4. 5. 6. 7. 8. |         |            |             |            |
| Bronnen: - (en) Constitution of the People‌‌‍’s Republic of Bangladesh (staatsinrichting, artikel 59 en 60) - (en) Commonwealth Local Government Handbook: Bangladesh, Commonwealth Local Government Forum, 2018 - (en) Report of the World Observatory on Subnational Government Finance and Investment: Bangladesh, OECD/UCLG, 2019 - (en) Participatory Local Democracy: Bangladesh, The Hunger Project, 2019 - (bn/en) উপজেলাসমূহ, বাংলাদেশ জাতীয় তথ্য বাতায়ন (divisies, districten en sub-districten) |         |            |             |            |

### Bhutan
Het Koninkrijk Bhutan (Dzongkha: འབྲུག་རྒྱལ་ཁབ, Druk Gyal Khap) is een onafhankelijke en algemeen erkende monarchie.
| Koninkrijk Bhutan | districten | blokken | niet ingedeeld in thromdes |
| Koninkrijk Bhutan | districten | blokken | thromdes                   |
| Koninkrijk Bhutan | districten | blokken | thromdes                   |
| Toelichting: 1. 2. 3. 4. 5. |            |         |                            |
| Bronnen: - (en) Constitution of the Kingdom of Bhutan (staatsinrichting, artikel 22 over districten, thromdes en blokken) - (en) Local Government Act 2009 |            |         |                            |

### Brunei
De Staat Brunei Darussalam (Maleis: Negara Brunei Darussalam; State Brunei Darussalam) is een onafhankelijke en algemeen erkende monarchie.
| Staat Brunei Darussalam | districten          | subdistricten | dorpen |
| Staat Brunei Darussalam | parallel: gemeenten |               |        |
| Toelichting: 1. 2. 3. 4. 5. 6. |                     |               |        |
| Bronnen: - (en) Constitution of Brunei Darussalam (staatsinrichting) - (en) Commonwealth Local Government Handbook: Brunei Darussalam, Commonwealth Local Government Forum, 2018 - (en) Mukims, statoids |                     |               |        |

### Cambodja
Het Koninkrijk Cambodja (Khmer: ព្រះរាជាណាចក្រកម្ពុជា, prĕəh riəciənaacak kampuciə) is een onafhankelijke en algemeen erkende monarchie.
| Koninkrijk Cambodja | autonome municipaliteit |          | secties          | wijken    |
| Koninkrijk Cambodja | provincies              | district | gemeenten        | gemeenten |
| Koninkrijk Cambodja | provincies              |          | municipaliteiten | wijken    |
| Toelichting: 1. 2. 3. 4. 5. 6. 7. 8. 9. |                         |          |                  |           |
| Bronnen: - (en) Constitution of the Kingdom of Cambodia (staatsinrichting, artikel 145 over alle lagen) - (en) Report of the World Observatory on Subnational Government Finance and Investment: Cambodia, OECD/UCLG, 2019 - (en) Participatory Local Democracy: Cambodia, The Hunger Project, 2019 |                         |          |                  |           |

### China
De Volksrepubliek China (Mandarijn (Chinees): 中华人民共和国, Zhōnghuá Rénmín Gònghéguó) is een onafhankelijke en algemeen erkende republiek. Het feitelijk onafhankelijke en beperkt erkende →Taiwan (formeel: Republiek China) wordt algemeen erkend als deel van de Volksrepubliek China.
| Volksrepubliek China | direct-bestuurde steden Beijing                |                       | districten                | gemeenten |
| Volksrepubliek China | direct-bestuurde steden Beijing                |                       | arrondissementen          | gemeenten |
| Volksrepubliek China | Chongqing                                      |                       | districten                | gemeenten |
| Volksrepubliek China | Chongqing                                      |                       | arrondissementen          | gemeenten |
| Volksrepubliek China | Chongqing                                      |                       | autonome arrondissementen | gemeenten |
| Volksrepubliek China | Tianjin en Shanghai                            |                       | districten                | gemeenten |
| Volksrepubliek China | Tianjin en Shanghai                            | subprovinciale steden | arrondissementen          | gemeenten |
| Volksrepubliek China | Tianjin en Shanghai                            | subprovinciale steden | stadsarrondissementen     | gemeenten |
| Volksrepubliek China | Tianjin en Shanghai                            |                       | nieuw gebieden            | gemeenten |
| Volksrepubliek China | provincies                                     | stadsprefecturen      | arrondissementen          | gemeenten |
| Volksrepubliek China | provincies                                     | stadsprefecturen      | stadsarrondissementen     | gemeenten |
| Volksrepubliek China | provincies                                     | stadsprefecturen      | autonome arrondissementen | gemeenten |
| Volksrepubliek China | provincies                                     | stadsprefecturen      | districten                | gemeenten |
| Volksrepubliek China | provincies                                     | stadsprefecturen      | speciale districten       | gemeenten |
| Volksrepubliek China | provincies                                     | subprovinciale steden | arrondissementen          | gemeenten |
| Volksrepubliek China | provincies                                     | subprovinciale steden | stadsarrondissementen     | gemeenten |
| Volksrepubliek China | provincies                                     | subprovinciale steden | districten                | gemeenten |
| Volksrepubliek China | provincies                                     | autonome prefectuur   | arrondissementen          | gemeenten |
| Volksrepubliek China | provincies                                     | autonome prefectuur   | stadsarrondissementen     | gemeenten |
| Volksrepubliek China | provincies                                     | autonome prefectuur   | autonome arrondissementen | gemeenten |
| Volksrepubliek China | provincies                                     | autonome prefectuur   | districten                | gemeenten |
| Volksrepubliek China | provincies                                     | prefectuur            | arrondissementen          | gemeenten |
| Volksrepubliek China | provincies                                     | prefectuur            | stadsarrondissementen     | gemeenten |
| Volksrepubliek China | provincies                                     | prefectuur            | districten                | gemeenten |
| Volksrepubliek China | provincies                                     |                       | prefectuurvrije steden    | gemeenten |
| Volksrepubliek China | provincies                                     |                       | bosbouwdistrict           | gemeenten |
| Volksrepubliek China | autonome regio's Binnen-Mongolië               | stadsprefecturen      | arrondissementen          | gemeenten |
| Volksrepubliek China | autonome regio's Binnen-Mongolië               | stadsprefecturen      | stadsarrondissementen     | gemeenten |
| Volksrepubliek China | autonome regio's Binnen-Mongolië               | stadsprefecturen      | autonome arrondissementen | gemeenten |
| Volksrepubliek China | autonome regio's Binnen-Mongolië               | stadsprefecturen      | districten                | gemeenten |
| Volksrepubliek China | autonome regio's Binnen-Mongolië               | stadsprefecturen      | autonome vendels          | gemeenten |
| Volksrepubliek China | autonome regio's Binnen-Mongolië               | unies                 | arrondissementen          | gemeenten |
| Volksrepubliek China | autonome regio's Binnen-Mongolië               | unies                 | stadsarrondissementen     | gemeenten |
| Volksrepubliek China | autonome regio's Binnen-Mongolië               | unies                 | vendels                   | gemeenten |
| Volksrepubliek China | Guangxi en Ningxia                             | stadsprefecturen      | arrondissementen          | gemeenten |
| Volksrepubliek China | Guangxi en Ningxia                             | stadsprefecturen      | stadsarrondissementen     | gemeenten |
| Volksrepubliek China | Guangxi en Ningxia                             | stadsprefecturen      | autonome arrondissementen | gemeenten |
| Volksrepubliek China | Guangxi en Ningxia                             | stadsprefecturen      | districten                | gemeenten |
| Volksrepubliek China | Tibet                                          | stadsprefecturen      | arrondissementen          | gemeenten |
| Volksrepubliek China | Tibet                                          | stadsprefecturen      | stadsarrondissementen     | gemeenten |
| Volksrepubliek China | Tibet                                          | stadsprefecturen      | autonome arrondissementen | gemeenten |
| Volksrepubliek China | Tibet                                          | stadsprefecturen      | districten                | gemeenten |
| Volksrepubliek China | Tibet                                          | prefecturen           | arrondissementen          | gemeenten |
| Volksrepubliek China | Tibet                                          | prefecturen           | stadsarrondissementen     | gemeenten |
| Volksrepubliek China | Tibet                                          | prefecturen           | autonome arrondissementen | gemeenten |
| Volksrepubliek China | Xinjiang                                       | stadsprefecturen      | arrondissementen          | gemeenten |
| Volksrepubliek China | Xinjiang                                       | stadsprefecturen      | stadsarrondissementen     | gemeenten |
| Volksrepubliek China | Xinjiang                                       | stadsprefecturen      | autonome arrondissementen | gemeenten |
| Volksrepubliek China | Xinjiang                                       | stadsprefecturen      | districten                | gemeenten |
| Volksrepubliek China | Xinjiang                                       | autonome prefecturen  | arrondissementen          | gemeenten |
| Volksrepubliek China | Xinjiang                                       | autonome prefecturen  | stadsarrondissementen     | gemeenten |
| Volksrepubliek China | Xinjiang                                       | autonome prefecturen  | autonome arrondissementen | gemeenten |
| Volksrepubliek China | Xinjiang                                       | prefecturen           | arrondissementen          | gemeenten |
| Volksrepubliek China | Xinjiang                                       | prefecturen           | stadsarrondissementen     | gemeenten |
| Volksrepubliek China | Xinjiang                                       | prefecturen           | autonome arrondissementen | gemeenten |
| Volksrepubliek China | bijzondere bestuursregio's →Hongkong en →Macau |                       |                           |           |
| Toelichting: 1. 2. 3. 4. 5. 6. 7. 8. 9. 10. 11. 12. 13. 14. 15. 16. 17. 18. 19. 20. 21. 22. 23. 24. |                                                |                       |                           |           |
| Bronnen: - (en) Constitution Law of the People's Republic of China (staatsinrichting, artikel 30 over de territoriale indeling, artikel 31 over bijzondere bestuursregio's, amendementen uit 2018 niet verwerkt) - (en) Report of the World Observatory on Subnational Government Finance and Investment: China, OECD/UCLG, 2019 - (en) Participatory Local Democracy: China, The Hunger Project, 2019 - (en) Jeff Hays: Local Government, TVEs and Reforms in China, Facts and Details - (en) Local People's Congresses and Governments, China Wiki - (en) Provincies van China |                                                |                       |                           |           |

### Cyprus
De Republiek Cyprus (Grieks: Κυπριακή Δημοκρατία, Kypriakí Dimokratía) is een onafhankelijke en algemeen erkende republiek, aangesloten bij de supranationale Europese Unie. De eenzijdige afscheiding van →Noord-Cyprus is niet algemeen erkend.
| Republiek Cyprus | districten | steden         |
| Republiek Cyprus | districten | gemeenschappen |
| Toelichting: 1. 2. 3. 4. 5. |            |                |
| Bronnen: - (nl) Verdrag betreffende de werking van de Europese Unie (werking, waarvan artikel 2 over de bevoegdheden van de Unie en de lidstaten) - (en) Constitution of the Republic of Cyprus (staatsinrichting) - (en) Report of the World Observatory on Subnational Government Finance and Investment: Cyprus, OECD/UCLG, 2019 - (en) Commonwealth Local Government Handbook: Cyprus, Commonwealth Local Government Forum, 2018 - (en) Local and Regional Government in Europe, p. 12 Cyprus, Council of European Municipalities, 2011 - (en) Divisons of Powers: Cyprus, European Committee of the Regions, 2019 - (nl) Bestuurlijke indeling van Cyprus (districten en gemeenten) |            |                |

### Egypte
De Arabische Republiek Egypte (Arabisch: جمهوريّة مصرالعربيّة, Jumhūriyat Miṣr al-`Arabīyah) is een onafhankelijke en algemeen erkende republiek, die grotendeels in Afrika ligt. Zie het overzicht van →Afrika.

### Filipijnen
De Republiek van de Filipijnen (Filipijns: Republika ng Pilipinas; Engels: Republic of the Philippines) is een onafhankelijke en algemeen erkende republiek.
| Republiek van de Filipijnen | regio's Nationale hoofdstadsregio |            | metropolitane steden  | dorpen |
| Republiek van de Filipijnen | regio's Nationale hoofdstadsregio |            | gemeente              | dorpen |
| Republiek van de Filipijnen | overige regio's                   | provincies | steden                | dorpen |
| Republiek van de Filipijnen | overige regio's                   | provincies | gemeenten             | dorpen |
| Republiek van de Filipijnen | overige regio's                   |            | metropolitane steden  | dorpen |
| Republiek van de Filipijnen | overige regio's                   |            | onafhankelijke steden | dorpen |
| Republiek van de Filipijnen | autonome regio Bangsamoro         | provincies | steden                | dorpen |
| Republiek van de Filipijnen | autonome regio Bangsamoro         | provincies | gemeenten             | dorpen |
| Republiek van de Filipijnen | autonome regio Bangsamoro         |            | onafhankelijke stad   | dorpen |
| Toelichting: 1. 2. 3. 4. 5. 6. 7. 8. 9. 10. 11. |                                   |            |                       |        |
| Bronnen: - (en) Constitution of the Republic of the Philippines (staatsinrichting, artikel X over provincies, steden, gemeenten en barangays) - (en) Report of the World Observatory on Subnational Government Finance and Investment: Philippines, OECD/UCLG, 2019 - (en) Participatory Local Democracy: The Philippines, The Hunger Project, 2019 - (en) Jeff Hays: Local Government, Bureaucracy, Taxes and Welfare in the Philippines, Facts and Details - (nl) Politiek en staatsinrichting van de Filipijnen |                                   |            |                       |        |

### Georgië
Georgië (Georgisch: საქართველო, sakartvelo) is een onafhankelijke en algemeen erkende republiek. De eenzijdige afscheiding van →Abchazië en →Zuid-Ossetië is niet algemeen erkend.
| Georgië |                             | hoofdstad            | rayons               |                      |
| Georgië | regio's                     | zelfstandige steden  | zelfstandige steden  |                      |
| Georgië | regio's                     | gemeenten            | gemeenschappen       |                      |
| Georgië | autonome republiek Adzjarië | zelfstandige stad    | zelfstandige stad    |                      |
| Georgië | autonome republiek Adzjarië | gemeenten            | gemeenschappen       |                      |
| Georgië | autonome republiek Abchazië | tijdelijke gemeente. | tijdelijke gemeente. | tijdelijke gemeente. |
| Toelichting: 1. 2. 3. 4. 5. 6. 7. 8. 9. 10. 11. |                             |                      |                      |                      |
| Bronnen: - (en) Constitution of Georgia (staatsinrichting, artikel 74-76 over lokaal zelfbestuur) - (en) Organic Law of Georgia Local Self-Government Code (inrichting lokaal zelfbestuur) - (en) Report of the World Observatory on Subnational Government Finance and Investment: Georgia, OECD/UCLG, 2019 - (en) Divisons of Powers: Georgia, European Committee of the Regions, 2019 - (en) Parliament Reduces Number of Self-Governing Cities, Civil Georgia, 3 Juli 2017 - (nl) Bestuurlijke indeling van Georgië |                             |                      |                      |                      |

### Hongkong
De Bijzondere Bestuursregio Hongkong (Mandarijn (Chinees): 中华人民共和国香港特别行政区, Zhōnghuá Rénmín Gònghéguó Xiānggǎng Tèbié Xíngzhèngqū; Engels: Hong Kong Special Administrative Region of the People's Republic of China) is een afhankelijk gebied van →China.
| Bijzondere bestuursregio Hongkong van de Volksrepubliek China                                                                                           | districten |
| Toelichting: 1. 2. 3. |            |
| Bron: - (en) Basic Law of the Hong Kong Special Administrative Region of the People' s Republic of China (staatsinrichting, artikel 97 over districten) |            |

### India
De Republiek India (Hindi: भारत गणराज्, Bhārat Gaṇarājya; Engels: Republic of India) is een onafhankelijke en algemeen erkende federale republiek.
| Republiek India | staten Arunachal Pradesh, Assam, Bihar, Chhattisgarh, Haryana, Himachal Pradesh, Jharkhand, Karnataka, Kerala, Madhya Pradesh, Maharashtra, Meghalaya, Nagaland, Odisha, Punjab, Rajasthan, Uttarakhand, Uttar Pradesh en West-Bengalen. | divisies                                                                                                  | districten             | subdistricten | dorpen |
| Republiek India | staten Arunachal Pradesh, Assam, Bihar, Chhattisgarh, Haryana, Himachal Pradesh, Jharkhand, Karnataka, Kerala, Madhya Pradesh, Maharashtra, Meghalaya, Nagaland, Odisha, Punjab, Rajasthan, Uttarakhand, Uttar Pradesh en West-Bengalen. | divisies                                                                                                  | gemeentelijke gebieden |               |        |
| Republiek India | staten Arunachal Pradesh, Assam, Bihar, Chhattisgarh, Haryana, Himachal Pradesh, Jharkhand, Karnataka, Kerala, Madhya Pradesh, Maharashtra, Meghalaya, Nagaland, Odisha, Punjab, Rajasthan, Uttarakhand, Uttar Pradesh en West-Bengalen. | divisies                                                                                                  | gemeenten              |               |        |
| Republiek India | staten Arunachal Pradesh, Assam, Bihar, Chhattisgarh, Haryana, Himachal Pradesh, Jharkhand, Karnataka, Kerala, Madhya Pradesh, Maharashtra, Meghalaya, Nagaland, Odisha, Punjab, Rajasthan, Uttarakhand, Uttar Pradesh en West-Bengalen. | divisies                                                                                                  | steden                 |               |        |
| Republiek India | Andhra Pradesh, Goa, Gujarat, Manipur, Mizoram, Sikkim, Tamil Nadu, Telangana en Tripura | Andhra Pradesh, Goa, Gujarat, Manipur, Mizoram, Sikkim, Tamil Nadu, Telangana en Tripura                  | districten             | subdistricten | dorpen |
| Republiek India | Andhra Pradesh, Goa, Gujarat, Manipur, Mizoram, Sikkim, Tamil Nadu, Telangana en Tripura | Andhra Pradesh, Goa, Gujarat, Manipur, Mizoram, Sikkim, Tamil Nadu, Telangana en Tripura                  | gemeentelijke gebieden |               |        |
| Republiek India | Andhra Pradesh, Goa, Gujarat, Manipur, Mizoram, Sikkim, Tamil Nadu, Telangana en Tripura | Andhra Pradesh, Goa, Gujarat, Manipur, Mizoram, Sikkim, Tamil Nadu, Telangana en Tripura                  | gemeenten              |               |        |
| Republiek India | Andhra Pradesh, Goa, Gujarat, Manipur, Mizoram, Sikkim, Tamil Nadu, Telangana en Tripura | Andhra Pradesh, Goa, Gujarat, Manipur, Mizoram, Sikkim, Tamil Nadu, Telangana en Tripura                  | steden                 |               |        |
| Republiek India | unieterritoria Delhi | divisies                                                                                                  | districten             | subdistricten | dorpen |
| Republiek India | unieterritoria Delhi | divisies                                                                                                  | gemeentelijke gebieden |               |        |
| Republiek India | unieterritoria Delhi | divisies                                                                                                  | gemeenten              |               |        |
| Republiek India | Jammu en Kasjmir | divisies                                                                                                  | districten             | subdistricten | dorpen |
| Republiek India | Jammu en Kasjmir | divisies                                                                                                  | gemeentelijke gebieden |               |        |
| Republiek India | Jammu en Kasjmir | divisies                                                                                                  | gemeenten              |               |        |
| Republiek India | Jammu en Kasjmir | divisies                                                                                                  | steden                 |               |        |
| Republiek India | Andamanen en Nicobaren, Chandigarh, Dadra en Nagar Haveli, Daman en Diu, Ladakh, Laccadiven en Puducherry | Andamanen en Nicobaren, Chandigarh, Dadra en Nagar Haveli, Daman en Diu, Ladakh, Laccadiven en Puducherry | districten             | subdistricten | dorpen |
| Republiek India | Andamanen en Nicobaren, Chandigarh, Dadra en Nagar Haveli, Daman en Diu, Ladakh, Laccadiven en Puducherry | Andamanen en Nicobaren, Chandigarh, Dadra en Nagar Haveli, Daman en Diu, Ladakh, Laccadiven en Puducherry | gemeentelijke gebieden |               |        |
| Republiek India | Andamanen en Nicobaren, Chandigarh, Dadra en Nagar Haveli, Daman en Diu, Ladakh, Laccadiven en Puducherry | Andamanen en Nicobaren, Chandigarh, Dadra en Nagar Haveli, Daman en Diu, Ladakh, Laccadiven en Puducherry | gemeenten              |               |        |
| Republiek India | Andamanen en Nicobaren, Chandigarh, Dadra en Nagar Haveli, Daman en Diu, Ladakh, Laccadiven en Puducherry | Andamanen en Nicobaren, Chandigarh, Dadra en Nagar Haveli, Daman en Diu, Ladakh, Laccadiven en Puducherry | steden                 |               |        |
| Toelichting: 1. 2. 3. 4. 5. 6. 7. 8. 9. 10. 11. | | |                        |               |        |
| Bronnen: - (en) Constitution of India (staatsinrichting, artikel 1 over staten en territoria en artikel 243P over districten, gemeenten en dorpen) - (en) Commonwealth Local Government Handbook: India, Commonwealth Local Government Forum, 2018 - (en) Report of the World Observatory on Subnational Government Finance and Investment: India, OECD/UCLG, 2019 - (en) Participatory Local Democracy: India, The Hunger Project, 2019 - (nl) Bestuurlijke indeling van India | | |                        |               |        |

### Indonesië
De Republiek Indonesië (Indonesisch: Republik Indonesia) is een onafhankelijke en algemeen erkende republiek.
| Republiek Indonesië | bijzonder hoofdstadsdistrict | administratieve steden     | onderdistricten | dorpsgebieden |
| Republiek Indonesië | bijzonder hoofdstadsdistrict | administratief regentschap | onderdistricten | dorpsgebieden |
| Republiek Indonesië | provincies                   | steden                     | onderdistricten | dorpsgebieden |
| Republiek Indonesië | provincies                   | regentschappen             | onderdistricten | dorpsgebieden |
| Republiek Indonesië | provincies                   | regentschappen             | onderdistricten | dorpen        |
| Republiek Indonesië | bijzondere regio             | steden                     | onderdistricten | dorpsgebieden |
| Republiek Indonesië | bijzondere regio             | regentschappen             | onderdistricten | dorpsgebieden |
| Republiek Indonesië | bijzondere regio             | regentschappen             | onderdistricten | dorpen        |
| Toelichting: 1. 2. 3. 4. 5. 6. 7. 8. 9. 10. 11. 12. |                              |                            |                 |               |
| Bronnen: - (en) Constitution of the Republic of Indonesia (staatsinrichting, artikel 18 over provincies, regentschappen en stadsgemeenten) - (en) Report of the World Observatory on Subnational Government Finance and Investment: Indonesia, OECD/UCLG, 2019 - (en) Participatory Local Democracy: Indonesia, The Hunger Project, 2019 - (nl) Bestuurlijke indeling van Indonesië |                              |                            |                 |               |

### Irak
De Republiek Irak (Arabisch: جمهورية العراق, al-Jumhuriyah al-`Iraqiyah; Soranî (Koerdisch): کۆماری عێراق, Komarî Êraq) is een onafhankelijke en algemeen erkende republiek.
| Republiek Irak | centraal- en zuid-Irak | gouvernement | districten | gebieden |
| | regio Koerdistan       | gouvernement | districten | gebieden |
| Toelichting: 1. 2. 3. 4. 5. 6. |                        |              |            |          |
| Bronnen: - (en) Constitution of the Republic of Iraq (staatsinrichting, artikel 116 e.v. over regio's, 122 e.v. over gouvernementen, districten en subdistricten) - (en) Iraq Government and Society, Brittanica - (en) Parliament votes to dissolve the provincial, districts and sub-districts councils, Shafaq News, 28 oktober 2019 - (nl) Bestuurlijke indeling van Irak |                        |              |            |          |

### Iran
De Islamitische Republiek Iran (Perzisch: جمهوری اسلامی ايران, Jumhūrī-ye Eslāmī-ye Īrān) is een onafhankelijke en algemeen erkende republiek.
| Islamitische Republiek Iran | provincies | gouvernementen | districten | steden    | steden |
| Islamitische Republiek Iran | provincies | gouvernementen | districten | gemeenten | dorpen |
| Toelichting: 1. 2. 3. 4. 5. 6. 7. 8. |            |                |            |           |        |
| Bronnen: - (en) Constitution of the Islamic Republic of Iran (staatsinrichting, hoofdstuk VII over lokaal bestuur) - (en) Local Government, RealIran (provincies, gouvernementen, districten, steden en gemeenten - (de) Sharestan (gouvernementen, districten, steden en gemeenten) |            |                |            |           |        |

### Israël
De Staat Israël (Hebreeuws: מדינת ישראל, Medinat Yisrael; Arabisch: دولة اسرائيل, Dawlat Israïl) is een onafhankelijke en algemeen erkende republiek. 
| Staat Israël | districten Jeruzalem en Tel-Aviv | districten Jeruzalem en Tel-Aviv | steden              | steden         |
| Staat Israël | districten Jeruzalem en Tel-Aviv | districten Jeruzalem en Tel-Aviv | lokale gemeenten    |                |
| Staat Israël | districten Jeruzalem en Tel-Aviv | districten Jeruzalem en Tel-Aviv | regiogemeenten      | lokale comités |
| Staat Israël | overige districten               | onderdistricten                  | steden              | steden         |
| Staat Israël | overige districten               | onderdistricten                  | lokale gemeenten    |                |
| Staat Israël | overige districten               | onderdistricten                  | regionale gemeenten | lokale comités |
| Staat Israël | bezet Palestijns gebied          |                                  |                     |                |
| Toelichting: 1. 2. 3. 4. 5. 6. 7. 8. 9. |                                  |                                  |                     |                |
| Bronnen: - (en) Report of the World Observatory on Subnational Government Finance and Investment: Israel, OECD/UCLG, 2019 - (en) Divisons of Powers: Israel, European Committee of the Regions, 2019 |                                  |                                  |                     |                |

### Japan
De Staat Japan (Japans: 日本国, Nihon-koku) is een onafhankelijke en algemeen erkende monarchie.
| Staat Japan | metropool Tokio        |                        | bijzondere wijken | bijzondere wijken |
| Staat Japan | metropool Tokio        | steden                 |                   |                   |
| Staat Japan | metropool Tokio        | gemeenten              |                   |                   |
| Staat Japan | metropool Tokio        | dorpen                 |                   |                   |
| Staat Japan | metropool Tokio        | onderprefecturen       | gemeenten         | gemeenten         |
| Staat Japan | metropool Tokio        | onderprefecturen       | dorpen            |                   |
| Staat Japan | stadsprefecturen Kioto | stadsprefecturen Kioto | aangewezen steden | wijken            |
| Staat Japan | stadsprefecturen Kioto | stadsprefecturen Kioto | steden            |                   |
| Staat Japan | stadsprefecturen Kioto | stadsprefecturen Kioto | gemeenten         |                   |
| Staat Japan | stadsprefecturen Kioto | stadsprefecturen Kioto | dorpen            |                   |
| Staat Japan | Osaka                  | Osaka                  | aangewezen steden | wijken            |
| Staat Japan | Osaka                  | Osaka                  | kernsteden        |                   |
| Staat Japan | Osaka                  | Osaka                  | speciale steden   |                   |
| Staat Japan | Osaka                  | Osaka                  | steden            |                   |
| Staat Japan | Osaka                  | Osaka                  | gemeenten         |                   |
| Staat Japan | Osaka                  | Osaka                  | dorpen            |                   |
| Staat Japan | prefecturen            |                        | aangewezen steden | wijken            |
| Staat Japan | prefecturen            | kernsteden             |                   |                   |
| Staat Japan | prefecturen            | speciale steden        |                   |                   |
| Staat Japan | prefecturen            | steden                 |                   |                   |
| Staat Japan | prefecturen            | gemeenten              |                   |                   |
| Staat Japan | prefecturen            | dorpen                 |                   |                   |
| Staat Japan | prefecturen            | onderprefecturen       | steden            | steden            |
| Staat Japan | prefecturen            | onderprefecturen       | gemeenten         |                   |
| Staat Japan | prefecturen            | onderprefecturen       | dorpen            |                   |
| Toelichting: 1. 2. 3. 4. 5. 6. 7. 8. 9. 10. 11. 12. 13. 14. |                        |                        |                   |                   |
| Bronnen: - (en) Constitution of Japan (staatsinrichting, artikel 92 e.v. over lokaal bestuur) - (en) Report of the World Observatory on Subnational Government Finance and Investment: Japan, OECD/UCLG, 2019 - (en) Jeff Hays: Local Government in Japan, Facts and Details - (en) Prefecturen van Japan - (de) Japanse gemeente |                        |                        |                   |                   |

### Jemen
De Republiek Jemen (Arabisch: الجمهوريّة اليمنية, al-Jumhūrīyah al-Yamanīyah) is een onafhankelijke en algemeen erkende republiek.
| Republiek Jemen | gouvernementen Sanaa   | gouvernementen Sanaa | gouvernementen Sanaa |
| Republiek Jemen | overige gouvernementen | directoraten         |                      |
| Toelichting: 1. 2. 3. 4. |                        |                      |                      |
| Bronnen: - (en) Constitution of the Republic of Yemen (staatsinrichting, artikel 145 e.v. over lokaal bestuur) - (en) Joshua Rogers: Local Governance in Yemen, Berghof Foundation, 2019 - (nl) Bestuurlijke indeling van Jemen |                        |                      |                      |

### Jordanië
Het Hasjemitisch Koninkrijk Jordanië (Arabisch: المملكة الأردنّيّة الهاشميّ, al-Mamlaka al-Urdunniyya al-Hāšimiyya) is een onafhankelijke en algemeen erkende monarchie.
| Hasjemitisch Koninkrijk Jordanië | gouvernementen | banieren | districten | gemeenten |
| Toelichting: 1. 2. 3. 4. 5. 6. |                |          |            |           |
| Bronnen: - (en) Constitution of the Hashemite Kingdom of Jordan (staatsinrichting, artikel 121 over lokaal bestuur) - (en) Report of the World Observatory on Subnational Government Finance and Investment: Jordan, OECD/UCLG, 2019 - (en) Divisons of Powers: Jordan, European Committee of the Regions, 2019 - (en) Participatory Local Democracy: Jordan, The Hunger Project, 2019 - (en) Analysis of the Municipal Sector (gemeenten) - (nl) Bestuurlijke indeling van Jordanië |                |          |            |           |

### Kazachstan
De Republiek Kazachstan (Kazachs: Қазақстан Республикасы, Qazaqstan Respýblıkasy; Russisch: Республика Казахстан, Respublika Kazachstan) is een onafhankelijke en algemeen erkende republiek.
| Republiek Kazachstan |          |            | steden van republikeinse betekenis |
| Republiek Kazachstan | oblasten |            | steden van oblastbetekenis         |
| Republiek Kazachstan | oblasten | districten | steden                             |
| Republiek Kazachstan | oblasten | districten | plattelandsnederzettingen          |
| Republiek Kazachstan | oblasten | districten | plattelandsdistricten              |
| Toelichting: 1. 2. 3. 4. 5. 6. 7. 8. 9. |          |            |                                    |
| Bronnen: - (en) Constitution of the Republic of Kazakhstan (staatsinrichting, sectie VIII over lokaal zelfbestuur) - (en) Report of the World Observatory on Subnational Government Finance and Investment: Kazakhstan, OECD/UCLG, 2019 - (en) Participatory Local Democracy: Kazakhstan, The Hunger Project, 2019 - (en) Jeff Hays: Local Government, Bureaucracy and Welfare in Kazakhstan, Facts and Details - (en) Yerkebulan Zhumashov: Rural Local Government System in Kazakhstan: Recent Issues, International Review of Management and Marketing, 2016 |          |            |                                    |

### Kirgizië
De Kirgizische Republiek (Kirgizisch: Кыргыз Республикасы,  Kyrgyz Respublikasy; Russisch: Кыргызская Республика, Kyrgyzskaja Respublika) is een onafhankelijke en algemeen erkende republiek.
| Kirgizische Republiek |          |        | steden op staatsniveau |
| Kirgizische Republiek | oblasten |        | oblaststeden           |
| Kirgizische Republiek | oblasten | rayons | steden                 |
| Kirgizische Republiek | oblasten | rayons | dorp                   |
| Toelichting: 1. 2. 3. 4. 5. 6. 7. 8. |          |        |                        |
| Bronnen: - (en) Constitution of the Kyrgyz Republic (staatsinrichting, artikel 110 e.v. over lokaal bestuur) - (en) Report of the World Observatory on Subnational Government Finance and Investment: Kyrgyzstan, OECD/UCLG, 2019 - (en) Participatory Local Democracy: Kyrgyzstan, The Hunger Project, 2019 - (en) Jeff Hays: Local Government in Kyrgyzstan, Facts and Details |          |        |                        |

### Koeweit
De Staat Koeweit (Arabisch: دولة الكويت, Daulat al-Kuwait) is een onafhankelijke en algemeen erkende monarchie.
| Staat Koeweit | gouvernementen | gemeenten |
| Staat Koeweit | gouvernementen | gebieden  |
| Toelichting: 1. 2. 3. 4. 5. |                |           |
| Bronnen: - (en) Constitution of the State of Kuwait (staatsinrichting) - (en) Kuwait National Report for the Third United Nations Conference on Housing and Sustainable Urban Development (Habitat III) |                |           |

### Laccadiven
Laccadiven of Lakshadweep (Malayalam: ലക്ഷദ്വീപ്, Lakṣadvīp) is als unieterritorium (केन्द्र-शासित प्रदेश, kendr-shaasit pradesh) onderdeel van →India. 

### Laos
De Democratische Volksrepubliek Laos (Laotiaans: ປະຊາຊົນລາວ - ສາທາລະນະລັດ ປະຊາທິປະໄຕ ປະຊາຊົນລາວ, Sathalanalat Paxathipatai Paxaxon Lao) is een onafhankelijke en algemeen erkende republiek.
| Democratische Volksrepubliek Laos | provincies | districten | dorpen |
| Democratische Volksrepubliek Laos | prefectuur | districten | dorpen |
| Toelichting: 1. 2. 3. 4. 5. |            |            |        |
| Bronnen: - (en) Constitution of the Democratic People's Republic of Laos (staatsinrichting, hoofdstuk VIII over provincies, steden, districten, gemeenten en dorpen) - (en) ISO 3166-2-LA, International Organization for Standardization (provincies en prefectuur) |            |            |        |

### Libanon
De Libanese Republiek (Arabisch: الجمهورية اللبنانية, Al-Jumhūriyyah al-Lubnāniyyah) is een onafhankelijke en algemeen erkende republiek.
| Republiek Libanon | gouvernementen | districten | gemeenten |
| Toelichting: 1. 2. 3. 4. 5. |                |            |           |
| Bronnen: - (fr) Constitution Libanaise (staatsinrichting) - (en) Divisons of Powers: Lebanon, European Committee of the Regions, 2019 - (en) Participatory Local Democracy: Lebanon, The Hunger Project, 2019 - (fr) Division administrative, Localiban(gouvernementen, districten en gemeenten) |                |            |           |

### Macau
De Bijzondere Bestuursregio Macau (Mandarijn (Chinees): 中华人民共和国澳门特别行政区, Zhōnghuá Rénmín Gònghéguó Àomén Tèbié Xíngzhèngqū; PortugeesRegião Administrativa Especial de Macau da República Popular da China) is als bijzondere bestuursregio (特别行政区, tèbié xíngzhèngqū) een afhankelijk gebied van →China.
| Bijzondere bestuursregio Macau van de Volksrepubliek China                                                              |
| Toelichting: 1. 2. |
| Bron: - (en) Basic Law of the Macao Special Administrative Region of the People' s Republic of China (staatsinrichting) |

### Malediven
De Republiek van de Malediven (Divehi: ދިވެހިރާއްޖޭގެ ޖުމްހޫރިއްޔާ, Dhivehi Raajjeyge Jumhooriyyaa) is een onafhankelijke en algemeen erkende republiek.
| Republiek van de Malediven | steden  | steden   |
| Republiek van de Malediven | atollen | eilanden |
| Toelichting: 1. 2. 3. 4. 5. |         |          |
| Bronnen: - (en) Constitution of the Republic of the Maldives (staatsinrichting, hoofdstuk VIII over lokaal bestuur) - (en) Bestuurlijke indeling van de Malediven (steden, atollen en eilanden) - (nl) Bestuurlijke indeling van de Malediven |         |          |

### Maleisië
Maleisië (Maleisisch: Malaysia\مليسيا) is een onafhankelijke en algemeen erkende federale republiek.
| Maleisië | staten Johor, Kedah, Malakka, Negeri Sembilan, Pahang, Penang, Perak, Perlis, Selangor en Terengganu |                            | districten                 | steden     |
| Maleisië | staten Johor, Kedah, Malakka, Negeri Sembilan, Pahang, Penang, Perak, Perlis, Selangor en Terengganu | gemeenten                  | districten                 |            |
| Maleisië | staten Johor, Kedah, Malakka, Negeri Sembilan, Pahang, Penang, Perak, Perlis, Selangor en Terengganu | districten                 | districten                 |            |
| Maleisië | Sabah en Sarawak                                                                                     | divisies                   | districten                 | steden     |
| Maleisië | Sabah en Sarawak                                                                                     | divisies                   | districten                 | gemeenten  |
| Maleisië | Sabah en Sarawak                                                                                     | divisies                   | districten                 | districten |
| Maleisië | Kelantan                                                                                             |                            | collectiviteiten           | gemeenten  |
| Maleisië | Kelantan                                                                                             | districten                 | collectiviteiten           |            |
| Maleisië | federale territoria Labuan                                                                           | federale territoria Labuan | federale territoria Labuan | dorpen     |
| Maleisië | Kuala Lumpur en Putrajaya                                                                            |                            |                            |            |
| Toelichting: 1. 2. 3. 4. 5. 6. 7. 8. 9. 10. | |                            |                            |            |
| Bronnen: - (en) Federal Constitution (staatsinrichting, artikel 70 e.v. over de staten) - (en) Commonwealth Local Government Handbook: Malaysia, Commonwealth Local Government Forum, 2018 - (en) Report of the World Observatory on Subnational Government Finance and Investment: Malaysia, OECD/UCLG, 2019 - (en) Participatory Local Democracy: Malaysia, The Hunger Project, 2019 - (en) Jeff Hays: Local Government, Bureaucracy, Taxes and Welfare in Malaysia, Facts and Details (deelstaten) - (en) Districten van Maleisië (districtsniveau) | |                            |                            |            |

### Mongolië
Mongolië (Mongools: Монгол Улс, Mongol Uls) is een onafhankelijke en algemeen erkende republiek.
| Mongolië | municipaliteit | districten | subdistricten |
| Mongolië | provincies     | gemeenten  | gemeenten     |
| Mongolië | provincies     | gemeenten  | brigades      |
| Toelichting: 1. 2. 3. 4. 5. 6. 7. 8. |                |            |               |
| Bronnen: - (en) Constitution of Mongolia (staatsinrichting, artikel 57 over provincies en de hoofdstad en hun onderverdelingen) - (en) Report of the World Observatory on Subnational Government Finance and Investment: Mongolia, OECD/UCLG, 2019 - (en) Participatory Local Democracy: Mongolia, The Hunger Project, 2019 |                |            |               |

### Myanmar
De Republiek van de Unie Myanmar (Birmaans: ပြည်ထောင်စု သမ္မတ မြန်မာနိုင်ငံတော်‌, Pyidaungsu Myanma Naingngandaw) is een onafhankelijke en algemeen erkende federale republiek.
| Republiek Unie van Myanmar | staten Chin, Kachin, Kayah, Kayin, Mon, Rakhine en Shan                    | districten                                                | gemeenten |
| Republiek Unie van Myanmar | regio's Ayeyarwady, Bago, Magway, Mandalay, Yangon, Sagaing en Tanintharyi | districten                                                | gemeenten |
| Republiek Unie van Myanmar | zelfbesturende zones Danu, Kokang, Naga, Pa-O en Pa Laung                  | zelfbesturende zones Danu, Kokang, Naga, Pa-O en Pa Laung | gemeenten |
| Republiek Unie van Myanmar | zelfbesturende divisie Wa                                                  | zelfbesturende divisie Wa                                 | gemeenten |
| Republiek Unie van Myanmar | unieterritorium Naypyidaw                                                  | unieterritorium Naypyidaw                                 | gemeenten |
| Toelichting: 1. 2. 3. 4. 5. 6. 7. 8. 9. |                                                                            |                                                           |           |
| Bronnen: - (en) Constitution of the Republic of the Union of Myanmar (staatsinrichting, artikel 49 over staten, regio's en unieterritoria, artikel 51 over districten, towns, zelfbesturende zones en zelfbesturende divisies) - (en) Participatory Local Democracy: Myanmar, The Hunger Project, 2019 - (nl) Bestuurlijke indeling van Myanmar |                                                                            |                                                           |           |

### Nepal
De Federale Democratische Republiek Nepal (Nepalees: संघीय लोकतान्त्रिक गणतन्त्र नेपाल, Saṅghīya Lokatāntrik Gaṇatantra Nepāl) is een onafhankelijke en algemeen erkende federale republiek.
| Federale Democratische Republiek Nepal | provincies | districten | metropolitane steden    |
| Federale Democratische Republiek Nepal | provincies | districten | submetropolitane steden |
| Federale Democratische Republiek Nepal | provincies | districten | gemeenten               |
| Federale Democratische Republiek Nepal | provincies | districten | plattelandsgemeenten    |
| Toelichting: 1. 2. 3. 4. 5. 6. 7. 8. |            |            |                         |
| Bronnen: - (en) Constitution of the Federal Democratic Republic of Nepal (staatsinrichting, artikel 56 over provincies, districten, gemeenten en dorpen en de delen 13 e.v. over provincies, deel 17 e.v. over gemeenten, dorpen en districten) - (en) Report of the World Observatory on Subnational Government Finance and Investment: Nepal, OECD/UCLG, 2019 - (nl) Bestuurlijke indeling van Nepal |            |            |                         |

### Noord-Cyprus
De Turkse Republiek Noord-Cyprus (Turks: Kuzey Kıbrıs Türk Cumhuriyeti) is een niet-algemeen erkende onafhankelijke republiek, afgescheiden van →Cyprus. 
| Turkse Republiek Noord-Cyprus | districten | gemeenten |
| Toelichting: 1. 2. 3. 4. |            |           |
| Bronnen: - (en) Constitution of the Turkish Republic of Northern Cyprus (staatsinrichting, artikel 119 over lokale autoriteiten) - (nl) Bestuurlijke indeling van Noord-Cyprus |            |           |

### Noord-Korea
De Democratische Volksrepubliek Korea (Koreaans: 조선민주주의인민공화국, Chosŏn Minjujŭi Inmin Konghwaguk) is een onafhankelijke en algemeen erkende republiek.
| Democratische Volksrepubliek Korea | regeringsbestuurde stad |                | stadsdistricten     | wijken |
| Democratische Volksrepubliek Korea | regeringsbestuurde stad | landdistricten | dorpen              | dorpen |
| Democratische Volksrepubliek Korea | regeringsbestuurde stad | landdistricten | kleine steden       |        |
| Democratische Volksrepubliek Korea | regeringsbestuurde stad | landdistricten | arbeidersdistricten |        |
| Democratische Volksrepubliek Korea | bijzondere stad         |                | stadsdistricten     | wijken |
| Democratische Volksrepubliek Korea | bijzondere stad         | landdistricten | dorpen              | dorpen |
| Democratische Volksrepubliek Korea | bijzondere stad         | landdistricten | kleine steden       |        |
| Democratische Volksrepubliek Korea | bijzondere stad         | landdistricten | arbeidersdistricten |        |
| Democratische Volksrepubliek Korea | provincies              |                | steden              | wijken |
| Democratische Volksrepubliek Korea | provincies              | dorpen         | steden              |        |
| Democratische Volksrepubliek Korea | provincies              | landdistricten | dorpen              | dorpen |
| Democratische Volksrepubliek Korea | provincies              | landdistricten | kleine steden       |        |
| Democratische Volksrepubliek Korea | provincies              | landdistricten | arbeidersdistricten |        |
| Toelichting: 1. 2. 3. 4. 5. 6. 7. 8. 9. 10. 11. 12.                                                                                          |                         |                |                     |        |
| Bronnen: - (en) Constitution of the Democratic People's Republic of Korea (staatsinrichting, artikel 137 over lokaal en provinciaal bestuur) |                         |                |                     |        |

### Oezbekistan
De Republiek Oezbekistan (Oezbeeks: Oʻzbekiston Respublikasi) is een onafhankelijke en algemeen erkende republiek.
| Republiek Oezbekistan |                        |            | stad                      | stadsdistricten |
| Republiek Oezbekistan | provincies             |            | steden                    | steden          |
| Republiek Oezbekistan | provincies             | districten | steden                    | steden          |
| Republiek Oezbekistan | provincies             | districten | stedelijke nederzettingen |                 |
| Republiek Oezbekistan | provincies             | districten | plattelandsgemeenten      |                 |
| Republiek Oezbekistan | republiek Karakalpakië |            | steden                    | steden          |
| Republiek Oezbekistan | republiek Karakalpakië | districten | steden                    | steden          |
| Republiek Oezbekistan | republiek Karakalpakië | districten | stedelijke nederzettingen |                 |
| Republiek Oezbekistan | republiek Karakalpakië | districten | plattelandsgemeenten      |                 |
| Toelichting: 1. 2. 3. 4. 5. 6. 7. 8. 9. 10. - Naast de weergegeven bestuurslagen bestaan ook de mahallas met deels een karakter van een bestuurslaag. |                        |            |                           |                 |
| Bronnen: - (en) Grondwet van de Republiek Oezbekistan (staatsinrichting, hoofdstuk XVI over regionaal en lokaal bestuur, hoofdstuk XVII over Kararakalpakstan) - (en) Report of the World Observatory on Subnational Government Finance and Investment: Uzbekistan, OECD/UCLG, 2019 - (en) Participatory Local Democracy: Uzbekistan, The Hunger Project, 2019 |                        |            |                           |                 |

### Oman
Het Sultanaat Oman (Arabisch: سلطنة عُمان, Salṭanat ʿUmān) is een onafhankelijke en algemeen erkende monarchie.
| Sultanaat Oman | gouvernementen | provincies |
| Toelichting: 1. 2. 3. 4. |                |            |
| Bronnen: - (en) Grondwet van het Sultanaat Oman (staatsinrichting) - (en) Laws of Municipal Council, Muscat Municipal council - (nl) Deelgebieden van Oman |                |            |

### Oost-Timor
De Democratische Republiek Oost-Timor (Tetun: Republika Demokratika Timor Lorosa'e; Portugees: República Democrática de Timor-Leste) is een onafhankelijke en algemeen erkende republiek.
| Democratische Republiek Oost-Timor | gemeenten                | administratieve posten | dorpen |
| Democratische Republiek Oost-Timor | bijzondere bestuursregio | administratieve posten | dorpen |
| Toelichting: 1. 2. 3. 4. 5. 6. |                          |                        |        |
| Bronnen: - (pt) Constituição da República Democrática de Timor-Leste (staatsinrichting, artikel 5, 71 en 72 over deconcentratie, decentralisatie en de bijzondere bestuursregio) - (pt) Divisões Administrativas, Governo de Timor-Leste (gebruikt nog de oude termen districten en subdistricten. - (de) Bestuurlijke indeling van Oost-Timor - (nl) Bestuurlijke indeling van Oost-Timor |                          |                        |        |

### Pakistan
De Islamitische Republiek Pakistan (Urdu: اسلامی جمہوریت پاکستان, Islāmī Jumhūriyah Pākistān) is een onafhankelijke en algemeen erkende federale republiek.
| Islamitische Republiek Pakistan | provincies Beloetsjistan, Khyber-Pakhtunkhwa, Punjab en Sindh | divisies                                            |            | metropolitane corporaties | unies |
| Islamitische Republiek Pakistan | provincies Beloetsjistan, Khyber-Pakhtunkhwa, Punjab en Sindh | divisies                                            | districten | gemeenten                 | unies |
| Islamitische Republiek Pakistan | territorium Hoofdstedelijk Territorium Islamabad              |                                                     |            |                           |       |
| Islamitische Republiek Pakistan | bestuurde gebieden Azad Kasjmir en Gilgit-Baltistan           | bestuurde gebieden Azad Kasjmir en Gilgit-Baltistan | districten | gemeenten                 | unies |
| Toelichting: 1. 2. 3. 4. 5. 6. 7. 8. 9. 10. |                                                               |                                                     |            |                           |       |
| Bronnen: - (en) Constitution of the Islamic Republic of Pakistan (staatsinrichting, deel 4 over de provincies en 140A over lokaal bestuur) - (en) Commonwealth Local Government Handbook: Pakistan, Commonwealth Local Government Forum, 2018 - (en) Participatory Local Democracy: Pakistan, The Hunger Project, 2019 - (nl) Bestuurlijke indeling van Pakistan |                                                               |                                                     |            |                           |       |

### Palestina
De Staat Palestina (Arabisch: دولة فلسطين, Dawlat Filasṭin) is een door veel landen erkende republiek. Palestina is feitelijk grotendeels onder controle van →Israël.
| Staat Palestina | gouvernementen | gemeenten |
| Toelichting: 1. 2. 3. 4. |                |           |
| Bronnen: - (en) Constitution of the State of Palestine (staatsinrichting, artikel 85 over lokaal bestuur) - (en) Profile Palestinian Territories, OECD (gouvernementen en gemeenten) - (en) Divisons of Powers: Palestine, European Committee of the Regions, 2019 |                |           |

### Paraceleilanden
De Paraceleilanden (Mandarijn (Chinees): 西沙群岛, Xīshā Qúndǎo) zijn een tussen →China en →Vietnam betwiste eilandengroep, feitelijk in handen van →China die het bestuurt als een deel van een stadsprefectuur. 

### Qatar
De Staat Qatar (Arabisch: دولة قطر, Dawlat Qaṭar) is een onafhankelijke en algemeen erkende monarchie.
| Staat Qatar | gemeenten |
| Toelichting: 1. 2. 3. |           |
| Bronnen: - (en) Permanent constitution of the State of Qatar (staatsinrichting) - (en) Municipalities, Ministry of Municipality and Environment |           |

### Rusland
De Russische Federatie (Russisch: Российская Федерация, Rossijskaja Federacija) is een onafhankelijke en algemeen erkende federale republiek.
| Russische Federatie | federale districten | federale steden Moskou | federale steden Moskou | administratieve districten | gemeentelijke districten    |
| Russische Federatie | federale districten | Sint-Petersburg en Sebastopol | Sint-Petersburg en Sebastopol | rayons                     | steden                      |
| Russische Federatie | federale districten | Sint-Petersburg en Sebastopol | Sint-Petersburg en Sebastopol | rayons                     | niet in Sebastopol : dorpen |
| Russische Federatie | federale districten | Sint-Petersburg en Sebastopol | Sint-Petersburg en Sebastopol | rayons                     | gemeentelijk districten     |
| Russische Federatie | federale districten | republieken Adygea, Altaj, Basjkirostan, Boerjatië, Chakassië, Dagestan, Ingoesjetië, Jakoetië, Kabardië-Balkarië, Kalmukkië, Karatsjaj-Tsjerkessië, Karelië, Komi, Krim, Mari El, Mordovië, Noord-Ossetië, Oedmoertië, Tatarije, Toeva, Tsjetsjenië en Tsjoevasjië | republieken Adygea, Altaj, Basjkirostan, Boerjatië, Chakassië, Dagestan, Ingoesjetië, Jakoetië, Kabardië-Balkarië, Kalmukkië, Karatsjaj-Tsjerkessië, Karelië, Komi, Krim, Mari El, Mordovië, Noord-Ossetië, Oedmoertië, Tatarije, Toeva, Tsjetsjenië en Tsjoevasjië | stedelijk districten       | stedelijk districten        |
| Russische Federatie | federale districten | republieken Adygea, Altaj, Basjkirostan, Boerjatië, Chakassië, Dagestan, Ingoesjetië, Jakoetië, Kabardië-Balkarië, Kalmukkië, Karatsjaj-Tsjerkessië, Karelië, Komi, Krim, Mari El, Mordovië, Noord-Ossetië, Oedmoertië, Tatarije, Toeva, Tsjetsjenië en Tsjoevasjië | republieken Adygea, Altaj, Basjkirostan, Boerjatië, Chakassië, Dagestan, Ingoesjetië, Jakoetië, Kabardië-Balkarië, Kalmukkië, Karatsjaj-Tsjerkessië, Karelië, Komi, Krim, Mari El, Mordovië, Noord-Ossetië, Oedmoertië, Tatarije, Toeva, Tsjetsjenië en Tsjoevasjië | gemeentelijk rayons        | stedelijke nederzetting     |
| Russische Federatie | federale districten | republieken Adygea, Altaj, Basjkirostan, Boerjatië, Chakassië, Dagestan, Ingoesjetië, Jakoetië, Kabardië-Balkarië, Kalmukkië, Karatsjaj-Tsjerkessië, Karelië, Komi, Krim, Mari El, Mordovië, Noord-Ossetië, Oedmoertië, Tatarije, Toeva, Tsjetsjenië en Tsjoevasjië | republieken Adygea, Altaj, Basjkirostan, Boerjatië, Chakassië, Dagestan, Ingoesjetië, Jakoetië, Kabardië-Balkarië, Kalmukkië, Karatsjaj-Tsjerkessië, Karelië, Komi, Krim, Mari El, Mordovië, Noord-Ossetië, Oedmoertië, Tatarije, Toeva, Tsjetsjenië en Tsjoevasjië | gemeentelijk rayons        | landelijke nederzettingen   |
| Russische Federatie | federale districten | oblasten Amoer, Astrachan, Belgorod, Brjansk, Ivanovo, Jaroslavl, Kaliningrad, Kaloega, Kemerovo, Kirov, Koergan, Koersk, Kostroma, Leningrad, Lipetsk, Magadan, Moermansk, Moskou, Nizjni Novgorod, Novgorod, Novosibirsk, Oeljanovsk, Omsk, Orenburg, Orjol, Penza, Pskov, Rjazan, Rostov, Sachalin, Samara, Saratov, Smolensk, Sverdlovsk, Tambov, Toela, Tomsk, Tsjeljabinsk, Tver, Vladimir, Vologda, Voronezj en Wolgograd | oblasten Amoer, Astrachan, Belgorod, Brjansk, Ivanovo, Jaroslavl, Kaliningrad, Kaloega, Kemerovo, Kirov, Koergan, Koersk, Kostroma, Leningrad, Lipetsk, Magadan, Moermansk, Moskou, Nizjni Novgorod, Novgorod, Novosibirsk, Oeljanovsk, Omsk, Orenburg, Orjol, Penza, Pskov, Rjazan, Rostov, Sachalin, Samara, Saratov, Smolensk, Sverdlovsk, Tambov, Toela, Tomsk, Tsjeljabinsk, Tver, Vladimir, Vologda, Voronezj en Wolgograd | stedelijk districten       | stedelijk districten        |
| Russische Federatie | federale districten | oblasten Amoer, Astrachan, Belgorod, Brjansk, Ivanovo, Jaroslavl, Kaliningrad, Kaloega, Kemerovo, Kirov, Koergan, Koersk, Kostroma, Leningrad, Lipetsk, Magadan, Moermansk, Moskou, Nizjni Novgorod, Novgorod, Novosibirsk, Oeljanovsk, Omsk, Orenburg, Orjol, Penza, Pskov, Rjazan, Rostov, Sachalin, Samara, Saratov, Smolensk, Sverdlovsk, Tambov, Toela, Tomsk, Tsjeljabinsk, Tver, Vladimir, Vologda, Voronezj en Wolgograd | oblasten Amoer, Astrachan, Belgorod, Brjansk, Ivanovo, Jaroslavl, Kaliningrad, Kaloega, Kemerovo, Kirov, Koergan, Koersk, Kostroma, Leningrad, Lipetsk, Magadan, Moermansk, Moskou, Nizjni Novgorod, Novgorod, Novosibirsk, Oeljanovsk, Omsk, Orenburg, Orjol, Penza, Pskov, Rjazan, Rostov, Sachalin, Samara, Saratov, Smolensk, Sverdlovsk, Tambov, Toela, Tomsk, Tsjeljabinsk, Tver, Vladimir, Vologda, Voronezj en Wolgograd | gemeentelijk rayons        | stedelijke nederzetting     |
| Russische Federatie | federale districten | oblasten Amoer, Astrachan, Belgorod, Brjansk, Ivanovo, Jaroslavl, Kaliningrad, Kaloega, Kemerovo, Kirov, Koergan, Koersk, Kostroma, Leningrad, Lipetsk, Magadan, Moermansk, Moskou, Nizjni Novgorod, Novgorod, Novosibirsk, Oeljanovsk, Omsk, Orenburg, Orjol, Penza, Pskov, Rjazan, Rostov, Sachalin, Samara, Saratov, Smolensk, Sverdlovsk, Tambov, Toela, Tomsk, Tsjeljabinsk, Tver, Vladimir, Vologda, Voronezj en Wolgograd | oblasten Amoer, Astrachan, Belgorod, Brjansk, Ivanovo, Jaroslavl, Kaliningrad, Kaloega, Kemerovo, Kirov, Koergan, Koersk, Kostroma, Leningrad, Lipetsk, Magadan, Moermansk, Moskou, Nizjni Novgorod, Novgorod, Novosibirsk, Oeljanovsk, Omsk, Orenburg, Orjol, Penza, Pskov, Rjazan, Rostov, Sachalin, Samara, Saratov, Smolensk, Sverdlovsk, Tambov, Toela, Tomsk, Tsjeljabinsk, Tver, Vladimir, Vologda, Voronezj en Wolgograd | gemeentelijk rayons        | landelijke nederzettingen   |
| Russische Federatie | federale districten | Irkoetsk | districten | stedelijk districten       | stedelijk districten        |
| Russische Federatie | federale districten | Irkoetsk | districten | gemeentelijk rayons        | stedelijke nederzetting     |
| Russische Federatie | federale districten | Irkoetsk | districten | gemeentelijk rayons        | landelijke nederzettingen   |
| Russische Federatie | federale districten | Archangelsk en Tjoemen | autonome districten Chanto-Mansië, Jamalië en Nenetsië | stedelijk districten       | stedelijk districten        |
| Russische Federatie | federale districten | Archangelsk en Tjoemen | autonome districten Chanto-Mansië, Jamalië en Nenetsië | gemeentelijk rayons        | stedelijke nederzetting     |
| Russische Federatie | federale districten | Archangelsk en Tjoemen | autonome districten Chanto-Mansië, Jamalië en Nenetsië | gemeentelijk rayons        | landelijke nederzettingen   |
| Russische Federatie | federale districten | autonoom district Tsjoekotka | autonoom district Tsjoekotka | stedelijk districten       | stedelijk districten        |
| Russische Federatie | federale districten | autonoom district Tsjoekotka | autonoom district Tsjoekotka | gemeentelijk rayons        | stedelijke nederzetting     |
| Russische Federatie | federale districten | autonoom district Tsjoekotka | autonoom district Tsjoekotka | gemeentelijk rayons        | landelijke nederzettingen   |
| Russische Federatie | federale districten | gewesten Altaj, Chabarovsk, Krasnodar, Krasnojarsk, Primorje en Stavropol | gewesten Altaj, Chabarovsk, Krasnodar, Krasnojarsk, Primorje en Stavropol | stedelijk districten       | stedelijk districten        |
| Russische Federatie | federale districten | gewesten Altaj, Chabarovsk, Krasnodar, Krasnojarsk, Primorje en Stavropol | gewesten Altaj, Chabarovsk, Krasnodar, Krasnojarsk, Primorje en Stavropol | gemeentelijk rayons        | stedelijke nederzetting     |
| Russische Federatie | federale districten | gewesten Altaj, Chabarovsk, Krasnodar, Krasnojarsk, Primorje en Stavropol | gewesten Altaj, Chabarovsk, Krasnodar, Krasnojarsk, Primorje en Stavropol | gemeentelijk rayons        | landelijke nederzettingen   |
| Russische Federatie | federale districten | Kamtsjatka, Perm en Transbaikal | districten | stedelijk districten       | stedelijk districten        |
| Russische Federatie | federale districten | Kamtsjatka, Perm en Transbaikal | districten | gemeentelijk rayons        | stedelijke nederzetting     |
| Russische Federatie | federale districten | Kamtsjatka, Perm en Transbaikal | districten | gemeentelijk rayons        | landelijke nederzettingen   |
| Russische Federatie | federale districten | autonome oblast Joodse Autonome Oblast | autonome oblast Joodse Autonome Oblast | stedelijk districten       | stedelijk districten        |
| Russische Federatie | federale districten | autonome oblast Joodse Autonome Oblast | autonome oblast Joodse Autonome Oblast | gemeentelijk rayons        | stedelijke nederzetting     |
| Russische Federatie | federale districten | autonome oblast Joodse Autonome Oblast | autonome oblast Joodse Autonome Oblast | gemeentelijk rayons        | landelijke nederzettingen   |
| Toelichting: 1. 2. 3. 4. 5. 6. 7. 8. 9. 10. 11. 12. 13. 14. 15. |                     | | |                            |                             |
| Bronnen: - (en) Constitution of the Russian Federation (staatsinrichting, hoofdstuk 3 over de federale structuur en hoofdstuk 8 over het lokaal bestuur) - (en) Report of the World Observatory on Subnational Government Finance and Investment: Russian Federation, OECD/UCLG, 2019 - (en) Jeff Hays: Local Government in Russia, Facts and Details - (en) Local and regional democracy in the Russian Federation, Report to the Congres of Local and Regional Authorities, Council of Europe, 2019 - (en) Deelgebieden van Rusland - (en) Russische gemeente - (nl) Bestuurlijke indeling van Rusland |                     | | |                            |                             |

### Saoedi-Arabië
Het Koninkrijk Saoedi-Arabië (Arabisch: المملكة العربية السعودية, al-Mamlaka al-ʿArabīya as-Saʿūdīya) is een onafhankelijke en algemeen erkende monarchie.
| Koninkrijk Saoedi-Arabië | administratieve regio's |              | gemeenten |
| Koninkrijk Saoedi-Arabië | administratieve regio's | gouvernement | centra    |
| Toelichting: 1. 2. 3. 4. 5. 6. |                         |              |           |
| Bronnen: - (en) Basic Law of the Kingdom of Saudi Arabia / Law of the Provinces (staatsinrichting, artikel 3 Law of the Provinces over gouvernementen en centra) - (en) Provincial System, Embassy of the Kingdom of Saudi Arabia, Washington D.C. - (en) Provincies van Saoedi-Arabië (provincies) - (nl) Bestuurlijke indeling van Saoedi-Arabië |                         |              |           |

### Singapore
De Republiek Singapore (Engels: Republic of Singapore; Mandarijn (Chinees): 新加坡共和國, Xīnjiāpō Gònghéguó; Maleis: Republik Singapura; Tamil: சிங்கப்பூர் குடியரசு, Ciṅkappūr Kudiyarasu) is een onafhankelijke en algemeen erkende republiek.
| Republiek Singapore |
| Toelichting: 1. 2. |
| Bronnen: - (en) Constitution of the Republic of Singapore (staatsinrichting) - (en) Commonwealth Local Government Handbook: Singapore, Commonwealth Local Government Forum, 2018 |

### Spratly-eilanden
De Spratly-eilanden is een betwiste groep eilanden, waarop →Brunei, →China, de →Filipijnen, →Maleisië, →Taiwan en →Vietnam claims hebben.

### Sri Lanka
De Democratisch Socialistische Republiek Sri Lanka (Singalees: ශ්‍රී ලංකා ප්‍රජාතාන්ත්‍රික සමාජවාදී ජනරජය, Srī Lankā prajātāntrika samājavādī janarajaya; 
Tamil: இலங்கை ஜனநாயக சோசலிச குடியரசு, Ilaṅkai jaṉanāyaka sōsalisa kuṭiyarasu) is een onafhankelijke en algemeen erkende republiek.
| Democratische Socialistische Republiek Sri Lanka | provincies | districten | gemeenten       |
| Democratische Socialistische Republiek Sri Lanka | provincies | districten | stedelijk raden |
| Democratische Socialistische Republiek Sri Lanka | provincies | districten | regionale raden |
| Toelichting: 1. 2. 3. 4. 5. 6. 7. |            |            |                 |
| Bronnen: - (en) Constitution of the Democratic Socialist Republic of Sri Lanka (staatsinrichting, hoofdstuk XVIIA over provincies, negende schema over lokale autoriteiten) - (en) Commonwealth Local Government Handbook: Sri Lanka, Commonwealth Local Government Forum, 2018 - (en) Report of the World Observatory on Subnational Government Finance and Investment: Sri Lanka, OECD/UCLG, 2019 - (en) Participatory Local Democracy: Sri Lanka, The Hunger Project, 2019 - (nl) Bestuurlijke indeling van Sri Lanka |            |            |                 |

### Syrië
De Arabische Republiek Syrië (Arabisch: الجمهوريّة العربيّة السّوريّة, al-Jumhūrīyah al-ʻArabīyah as-Sūrīyah) is een onafhankelijke en algemeen erkende republiek.
| Arabische Republiek Syrië | gouvernementen Damascus | gouvernementen Damascus | gouvernementen Damascus | gemeenten |
| Arabische Republiek Syrië | overige gouvernementen  | districten              | gebieden                | gemeenten |
| Toelichting: 1. 2. 3. 4. 5. 6. |                         |                         |                         |           |
| Bronnen: - (en) Constitution of the Syrian Arab Republic (staatsinrichting, artikel 130 en 131 over lokaal bestuur) - (en) Divisons of Powers: Syria, European Committee of the Regions, 2019 - (fr) Gouvernementen van Syrië (gouvernementen) - (fr) Districten van Syrië (districten en subdistricten) |                         |                         |                         |           |

### Tadzjikistan
De Republiek Tadzjikistan (Tadzjieks: Ҷумҳурии Тоҷикистон, Jumhurii Tojikiston) is een onafhankelijke en algemeen erkende republiek.
| Republiek Tadzjikistan |                                     |            | stad      |
| Republiek Tadzjikistan | provincies                          |            | steden    |
| Republiek Tadzjikistan | provincies                          | districten | gemeenten |
| Republiek Tadzjikistan | Niet ingedeelde districten          |            | steden    |
| Republiek Tadzjikistan | Niet ingedeelde districten          | districten | gemeenten |
| Republiek Tadzjikistan | autonome provincie Gorno-Badachsjan |            | steden    |
| Republiek Tadzjikistan | autonome provincie Gorno-Badachsjan | district   | gemeenten |
| Toelichting: 1. 2. 3. 4. 5. 6. 7. 8. 9. |                                     |            |           |
| Bronnen: - (en) Constitution of the Republic of Tajikistan (staatsinrichting, hoofdstuk 6 over lokaal bestuur in provincies, steden en districten, hoofdstuk 7 over Gorno-Badachsjan) - (en) Report of the World Observatory on Subnational Government Finance and Investment: Tajikistan, OECD/UCLG, 2019 - (en) Participatory Local Democracy: Tajikistan, The Hunger Project, 2019 - (en) Jeff Hays: Local Government and Bureaucracy in Tajikistan, Facts and Details - (en) Mamadsho Ilolov & Mirodasen Khudoiyev: Local Government in Tajikistan, Wereldbank - (nl) Bestuurlijke indeling van Tadzjikistan |                                     |            |           |

### Taiwan
De Republiek China (Taiwan, Mandarijn (Chinees): 中華民國, Zhōnghuá Mínguó) is als Republiek China een feitelijk onafhankelijke en algemeen erkende republiek, internationaal in het algemeen erkend als deel van de →Volksrepubliek China. China beschouwt Taiwan als deel van China, gelegen in twee provincies.
| Republiek China | direct-bestuurde steden | districten                 | stadsdelen |
| Republiek China | direct-bestuurde steden | inheems berglanddistricten | stadsdelen |
| Republiek China | steden                  | districten                 | stadsdelen |
| Republiek China | arrondissementen        | arrondissementsteden       | stadsdelen |
| Republiek China | arrondissementen        | stedelijke gemeenten       | stadsdelen |
| Republiek China | arrondissementen        | gemeenten                  | dorpen     |
| Republiek China | arrondissementen        | berglandgemeenten          | dorpen     |
| Toelichting: 1. 2. 3. 4. 5. 6. 7. 8. 9. 10. 11. 12. 13. |                         |                            |            |
| Bronnen: - (en) Constitution of the Republic of China (staatsinrichting, artikel 112 over de provincies, artikel 121 over de arrondissementen en artikel 128 over de gemeenten) - (en) Jeff Hays: Local Government, Welfare, Corruption and Taxes in Taiwan, Facts and Details - (en) [里 Government organizations, Office of the President] - (de) Deelgebieden van de Republiek China |                         |                            |            |

### Thailand
Het Koninkrijk Thailand (Thai: ราชอาณาจักรไทย, Ratcha-anachak Thai) is een onafhankelijke en algemeen erkende monarchie.
| Koninkrijk Thailand |                    |                               |                       |
| metropolitane stad | metropolitane stad | stadsdistricten               | wijken                |
| provincies |                    | stad                          | stad                  |
| provincies | districten         | stadsmunicipaliteiten         | stadsmunicipaliteiten |
| provincies | districten         | plaatselijke municipaliteiten |                       |
| provincies | districten         | gemeenten                     | dorpen                |
| Toelichting: 1. 2. 3. 4. 5. 6. 7. 8. 9. 10. 11. 12. |                    |                               |                       |
| Bronnen: - (en) Constitution of the Kingdom of Thailand (staatsinrichting, hoofdstuk XIV over lokaal bestuur) - (en) Report of the World Observatory on Subnational Government Finance and Investment: Thailand, OECD/UCLG, 2019 - (en) Participatory Local Democracy: Thailand, The Hunger Project, 2019 |                    |                               |                       |

### Turkije
De Republiek Turkije (Turks: Türkiye Cumhuriyeti) is een onafhankelijke en algemeen erkende republiek.
| Republiek Turkije | provincies                |                           | provinciegemeenten     |
| Republiek Turkije | provincies                | districten                | districtsgemeenten     |
| Republiek Turkije | provincies                | districten                | plaatselijke gemeenten |
| Republiek Turkije | provincies                | districten                | dorpen                 |
| Republiek Turkije | grootstedelijke gemeenten | grootstedelijke gemeenten | districtsgemeenten     |
| Toelichting: 1. 2. 3. 4. 5. 6. 7. 8. 9. |                           |                           |                        |
| Bronnen: - (en) Constitution of the Republic of Turkey (staatsinrichting, artikel 126 over provincies en artikel 127 over lokaal bestuur) - (en) Report of the World Observatory on Subnational Government Finance and Investment: Turkey, OECD/UCLG, 2019 - (en) Divisons of Powers: Turkey, European Committee of the Regions, 2019 - (en) Types of Local Governments, Türkiye Belediyeler Birliği - (nl) Bestuurlijke indeling van Turkije |                           |                           |                        |

### Turkmenistan
De Republiek Turkmenistan (Turkmeens: Türkmenistan Respublikasy) is een onafhankelijke en algemeen erkende republiek.
| Republiek Turkmenistan |            |            | stad             | districten      |
| Republiek Turkmenistan | provincies |            | steden           | steden          |
| Republiek Turkmenistan | provincies | districten | stadsdistricten  | stadsdistricten |
| Republiek Turkmenistan | provincies | districten | dorpen           |                 |
| Republiek Turkmenistan | provincies | districten | plattelandsraden |                 |
| Toelichting: 1. 2. 3. 4. 5. 6. 7. 8. 9. 10. |            |            |                  |                 |
| Bronnen: - (en) Constitution of the Republic of Turkmenistan (staatsinrichting, artikel 109 e.v.over provincie- en districtsniveau en met 115 e.v. over gemeentelijk bestuur) - (en) Jeff Hays: Local Government and Bureaucracy in Turkmenistan, Facts and Details |            |            |                  |                 |

### Verenigde Arabische Emiraten
De Verenigde Arabische Emiraten (Arabisch: دولة الإمارات العربية المتحدة, Al-ʾImārāt al-ʿArabiyyah al-Muttaḥidah) zijn een onafhankelijke en algemeen erkende federatie van monarchieën.
| Verenigde Arabische Emiraten | emiraten Abu Dhabi, Dubai, Fujairah, Ras al-Khaimah en Sharjah | gemeenten |
| Verenigde Arabische Emiraten | Ajman en Umm al-Qaiwain                                        |           |
| Toelichting: 1. 2. 3. 4. |                                                                |           |
| Bronnen: - (en) Constitution of the United Arab Emirates (staatsinrichting, hoofdstuk VI over Emiraten) - (en) The local governments of the seven emirates, United Arab Emirates government[dode link] |                                                                |           |

### Vietnam
De Socialistische Republiek Vietnam (Vietnamees: Cộng hòa xã hội chủ nghĩa Việt Nam) is een onafhankelijke en algemeen erkende republiek.
| Socialistische Republiek Vietnam | municipaliteiten | municipaliteitssteden | afdelingen |
| Socialistische Republiek Vietnam | municipaliteiten | stedelijke districten | afdelingen |
| Socialistische Republiek Vietnam | municipaliteiten | districtsplaatsen     | afdelingen |
| Socialistische Republiek Vietnam | municipaliteiten | districtsplaatsen     | gemeenten  |
| Socialistische Republiek Vietnam | municipaliteiten | districten            | steden     |
| Socialistische Republiek Vietnam | municipaliteiten | districten            | gemeenten  |
| Socialistische Republiek Vietnam | provincies       | provinciale steden    | afdelingen |
| Socialistische Republiek Vietnam | provincies       | districtsplaatsen     | afdelingen |
| Socialistische Republiek Vietnam | provincies       | districtsplaatsen     | gemeenten  |
| Socialistische Republiek Vietnam | provincies       | districten            | steden     |
| Socialistische Republiek Vietnam | provincies       | districten            | gemeenten  |
| Toelichting: 1. 2. 3. 4. 5. 6. 7. 8. 9. 10. 11. 12. |                  |                       |            |
| Bronnen: - (en) Constitution of the Socialist Republic of Vietnam (staatsinrichting, hoofdstuk IX over provinciaal en lokaal bestuur) - (en) Report of the World Observatory on Subnational Government Finance and Investment: Vietnam, OECD/UCLG, 2019 - (en) Participatory Local Democracy: Vietnam, The Hunger Project, 2019 - (en) Jeff Hays: Local Government, Taxes, Propaganda and Bureaucracy in Vietnam, Facts and Details - (nl) Bestuurlijke indeling van Vietnam |                  |                       |            |

### Zuid-Korea
De Republiek Korea (Koreaans: 대한민국, Daehan Minguk) is een onafhankelijke en algemeen erkende republiek.
| Republiek Korea | bijzondere stad               | stadsdistricten               | buurten        |
| Republiek Korea | metropolitane steden          | stadsdistricten               | buurten        |
| Republiek Korea | metropolitane steden          | landdistricten                | kleine steden  |
| Republiek Korea | metropolitane steden          | landdistricten                | nederzettingen |
| Republiek Korea | bijzondere autonome stad      | bijzondere autonome stad      | buurten        |
| Republiek Korea | provincies                    | steden                        | buurten        |
| Republiek Korea | provincies                    | landdistricten                | plaatsen       |
| Republiek Korea | provincies                    | landdistricten                | nederzettingen |
| Republiek Korea | bijzondere autonome provincie | bijzondere autonome provincie | kleine steden  |
| Republiek Korea | bijzondere autonome provincie | bijzondere autonome provincie | nederzettingen |
| Toelichting: 1. 2. 3. 4. 5. 6. 7. 8. 9. 10. 11. 12. 13. |                               |                               |                |
| Bronnen: - (en) Constitution of the Republic of Korea (staatsinrichting, hoofdstuk 18 over lokale autonomie) - (en) Report of the World Observatory on Subnational Government Finance and Investment: Korea, OECD/UCLG, 2019 - (en) Participatory Local Democracy: Republic of Korea, The Hunger Project, 2019 - (en) Jin-Wook Choi e.a.: Local Government and Public Administration in Korea, LOGODI[dode link] - (en) Bestuurseenheden van Zuid-Korea - (nl) Bestuurseenheden van Zuid-Korea |                               |                               |                |

### Zuid-Ossetië
De Republiek Zuid-Ossetië (Ossetisch: Республикæ Хуссар Ирыстон-Паддзахад Алани, Respublika Chussar Iryston-Paddzachad Alani; Russisch: Республика Южная Осетия-Государство Алания, Respublika Južnaja Osetija-Gosudarstvo Alanija) is een niet-algemeen erkende republiek, die is afgescheiden van →Georgië en onder controle van Rusland staat. 
| Republiek Zuid-Ossetië-Staat Alanië                                                                  |        | stad   |
| Republiek Zuid-Ossetië-Staat Alanië                                                                  | rayons | steden |
| Republiek Zuid-Ossetië-Staat Alanië                                                                  | rayons | dorpen |
| Toelichting: 1. 2. 3. 4. 5. 6.                                                                       |        |        |
| Bronnen: - (ru) Grondwet van de Republiek Zuid-Ossetië - (nl) Bestuurlijke indeling van Zuid-Ossetië |        |        |

## Algemene bronnen
- (en) Constitute met een overzicht van grondwetten wereldwijd
- (en) Constitutions, Legislationsonline met toegang tot grondwetten van de lidstaten van de Organisatie voor Veiligheid en Samenwerking in Europa (OVSE/OSCE)
- (en) Country profiles: regional facts and figures, OECD met een beschrijving van het bestuur in de lidstaten van de Organisatie voor Economische Samenwerking en Ontwikkeling (OESO/OECD).
- (en) Subnational Governments Around the World, Country Profiles, OECD met schematisch overzicht van lokaal bestuur in lidstaten van de OESO en andere landen
- (en) Divisons of Powers, European Committee of the Regions met overzichten van sub-nationaal bestuur in de Europese Unie, kandidaatleden, potentiële kandidaten, Eastern partnership landen, Southern Neigbourhood Area landen en IJsland
- (en) Commonwealth Local Government Handbook and individual country profiles, Commonwealth Local Government Forum met beschrijvingen van lokaal bestuur in de lidstaten van het Gemenebest
- (en) The Hunger Project. Participatory Local Democracy, country profiles, The Hunger Project met beschrijvingen van lokale democratie van veel landen in de wereld
- (en) factsanddetails.com, Jeff Hays met informatie over bestuur in landen in Azië
- (en) Country Codes Collection, International Organization for Standardization met per land een overzicht van het eerste decentrale niveau